# José Fragelli
José Manuel Fontanillas Fragelli (Corumbá, 31 de dezembro de 1915 – Aquidauana, 30 de abril de 2010) foi um pecuarista e político brasileiro.

## Biografia
Neto de espanhóis e italianos, foi bacharel em Ciências Jurídicas e Sociais, pela Faculdade de Direito da Universidade de São Paulo, 1938; Promotor de justiça em Campo Grande (1939 — 1943); secretário de Justiça e Finanças (1953 — 1954); diretor e professor do Colégio Osvaldo Cruz em Campo Grande; constituinte em 1947; deputado estadual (1947 a 1950); deputado estadual (1950 a 1954); líder da oposição pela UDN (1947 a 1951); líder do governo pela UDN (1951 a 1953); deputado federal (1955-1959); governador (1970 a 1974); senador (1-11-80 a 31-1-87); presidente do Senado Federal (1985-1987); presidente do Congresso Nacional (1985-1987); presidente da República interino (28 a 30-9-1986 e 9 a 14-9-1986).
Foi governador de Mato Grosso na década de 70 e presidente do Senado no período de 1985 a 1987, representante do Estado de Mato Grosso do Sul, tendo exercido o mandato de senador no período de 1980 a 1987. Nessa época, chegou a assumir a presidência da República, no lugar de José Sarney.
Em 1983, liderou um grupo de 15 senadores que foram ao governador de Minas Gerais Tancredo Neves para sugerirem que ele se candidatasse a presidente da república no pleito indireto de 1985.

## Obras
Publicou diversas obras, entre elas "Mato Grosso. Governadores, 1970-1974", "Mensagem à Assembléia Legislativa", "Mato Grosso. Governo do Estado". "Mato Grosso do Garimpo ao Computador, Balanço do Governo José Fragelli", "Mato Grosso. Secretaria de Governo e Coordenação Econômica. Um Plano de Governo e sua Execução", "A Conjuntura Nacional e o Poder Legislativo, Palestra proferida, no dia 5-6-86, na Escola Superior de Guerra", "O Poder Legislativo".

## Homenagens
Em uma homenagem ao ex-governador, o estádio Verdão, em Cuiabá, recebeu seu nome em 1976. Foi motivo de duras críticas à administração Fragelli. Orçado em Cr$ 1,2 milhão, moeda da época, a obra que foi iniciada em seu governo foi finalmente concluída em 1976, já na administração de José Garcia Neto.

## Morte
José faleceu na madrugada de 30 de abril de 2010 em Aquidauana, Mato Grosso do Sul. Ele estava com 94 anos e com a saúde fragilizada.